# معربه
معربه (به عربی: معربة) یک روستا در سوریه است که در بصری واقع شده‌است. معربه ۱۲٬۳۵۹ نفر جمعیت دارد.